# 大野城市
大野城市（おおのじょうし）は、福岡県中西部の筑紫地域に位置する市。福岡県内4地域の区分では福岡地域（都市計画の圏域では福岡都市圏）に属する。

## 概要
福岡市のベッドタウンであり、当市常住者の通勤・通学先は主に福岡市・市内で、福岡市への通勤・通学者は人口の44.6%を占める。対して、市内の通勤・通学者は32.4%である。更に、当市の福岡市への流入人口は21,000人であり、これは、最も多い春日市（26,000人）に次いで多い。したがって、福岡都市圏内でもかなり福岡市に依存しているといえる。その中でも福岡市博多区への流入人口は10,000人を超えており、博多区への依存度が高いといえる。しかし、福岡市への流出超過になっている一方で、福岡市の当市への流入人口は最も多く6,000人で、福岡市の流出人口の10.3%を占めている。すなわち、互いに労働供給源としての役割を担っているといえる。
また、当市は都市圏内でも貴重な水源を保持している地域でもある。元より、福岡都市圏は地理条件から水資源に恵まれていないため、当市でも多くの水源確保を勤しんでいる。中でも、乙金浄水場と牛頸浄水場は主要な浄水場の一部であり、牛頸浄水場は福岡導水によって引かれる福岡都市圏唯一の筑後川直流の浄水場である。2023年現在は当市、福岡市の三分の一（福岡市博多区と南区の一部）と北部筑紫地域、糟屋郡の配水を行っているが、2025年（令和7年）に南区に点在する高宮浄水場が乙金浄水場に統合される予定であるため、この工事後は現在高宮浄水場が配水している福岡市中央区と南区北部も追加され、福岡市の二分の一の配水を行うことになる。

## 地理・市勢

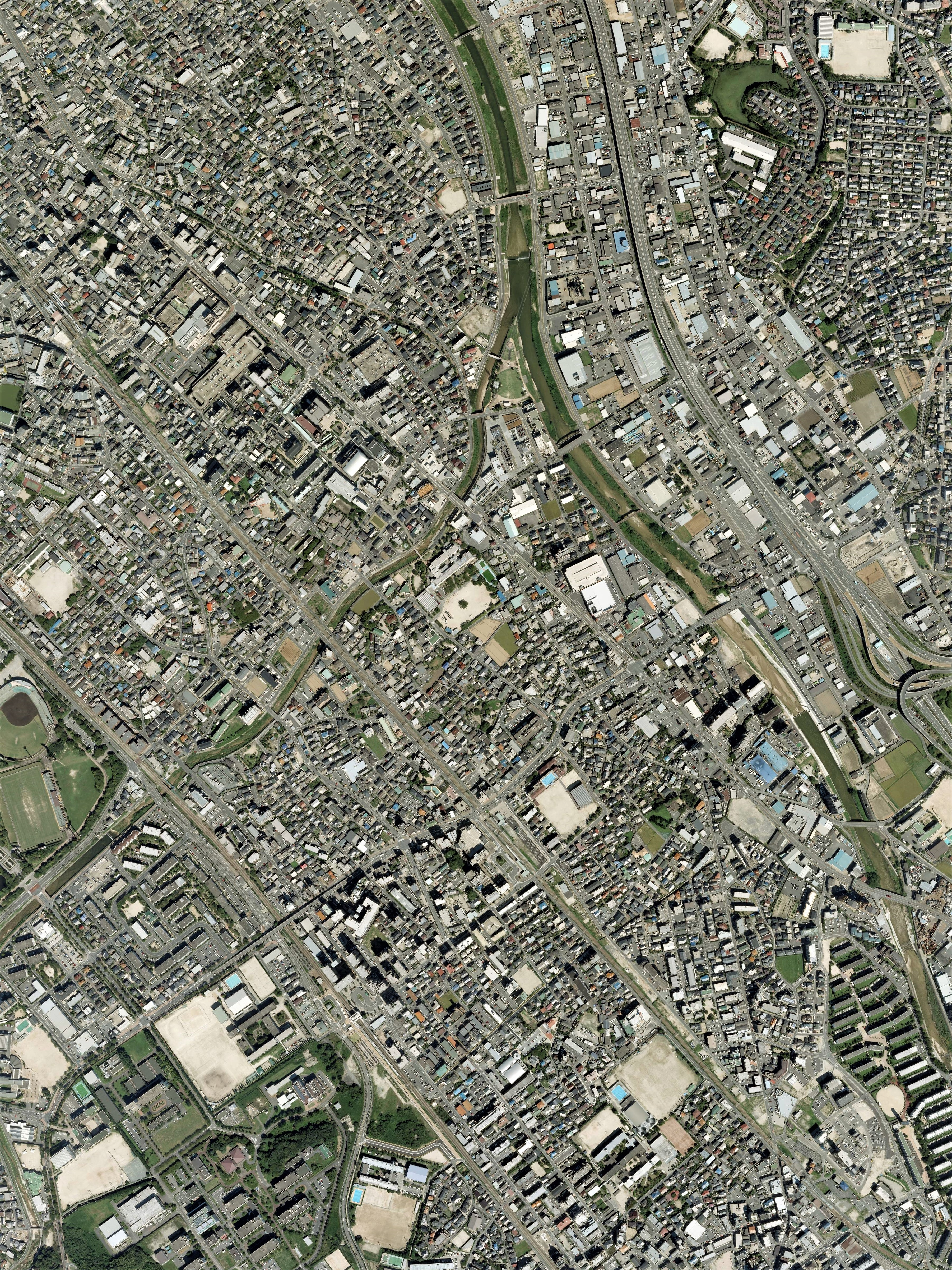
大野城市中心部周辺の空中写真。
2007年9月20日撮影の4枚を合成作成。。

当市域はひょうたん型で細長く、当市の中心部の幅は約1 kmしかない。福岡市の南東隣に位置しており、同市のベッドタウンとなっている。
当市域中央部を鹿児島本線、および西鉄天神大牟田線が並行して貫く。当市北部は国道3号などの幹線道路が通っており、福岡都市高速道路沿いには事業所の立地が多くある。当市北部と南部は山がちな地形だが、新旧の住宅地が展開している。
南部の牛頸山（うしくびやま）にある牛頸ダムからは牛頸川の流れが発し、下大利団地などの脇を流れる御笠川と合流するまで市域を湾曲して流れている。
- 山:唐山（井野山・236m）、牛頸山（448m）、四王寺山（大城山・410m）、乙金山（275m）、黒金山（396m）
- 河川:二級河川牛頸川、平野川、御笠川
- ダム:牛頸ダム

### 気候
|                  | 大野城市    | 福岡県    |
| ---------------- | ----------- | --------- |
| 年間平均気温     | 16.3 ℃      | 17.7 ℃    |
| 年間降水量       | 1,746.3 mm  | 1,617 mm  |
| 年間平均日照時間 | 1,796.0時間 | 2,095時間 |

### 隣接する自治体・行政区
- 福岡市（博多区）
- 春日市 - 大野城市役所と春日市役所との距離は1 km弱である。
- 太宰府市
- 筑紫野市
- 糟屋郡宇美町
- 那珂川市

※当市は筑紫地域の全ての市と接している。

### 地名
大野村〜大野町の時点で以下の大字が存在した。
- 牛頸
- 乙金
- 上大利
- 瓦田
- 雑餉隈（1956年廃止）
- 下大利（1984年廃止）
- 白木原
- 筒井（2000年頃廃止）
- 中
- 仲島（1979年廃止）
- 畑詰（廃止）
- 山田（廃止）

1956年以降、順次町名設置・住居表示が行われている。
- 曙町一丁目〜三丁目（1956年、瓦田・筒井より発足）
- 栄町一丁目〜三丁目（1956年、雑餉隈より発足）
- 雑餉隈町一丁目〜五丁目（1956年、雑餉隈より発足）
- 錦町一丁目〜四丁目（1956年、雑餉隈・瓦田・筒井より発足）
- 瑞穂町一丁目〜四丁目（1956年、瓦田より発足）
- 乙金台一丁目〜三丁目（二丁目までは1966年、三丁目は1998年、乙金より発足）
- 南ケ丘一丁目〜七丁目（四丁目までが1969年、十丁目までが1970年、十四丁目までが1974年に牛頸・上大利より発足したが、住居表示による丁目の整理により二丁目までが1988年、三丁目以降が1989年に改めて成立）
- 平野台一丁目〜四丁目（1974年、牛頸より発足）
- つつじヶ丘一丁目〜六丁目（三丁目までは1975年、四丁目以降は1995年、牛頸より発足）
- 仲畑一丁目〜四丁目（1979年、仲島・畑詰より発足）
- 緑ヶ丘一丁目〜四丁目（1980年、牛頸・上大利より発足）
- 大池一丁目〜二丁目（1982年、乙金・瓦田・中・筒井より発足）
- 大城一丁目〜五丁目（四丁目までは1982年、五丁目は1990年、乙金・瓦田より発足）
- 乙金一丁目〜三丁目（一丁目は1982年、二・三丁目は1992年、乙金より発足）
- 川久保一丁目〜三丁目（1982年、乙金・中より発足）
- 下大利団地（1982年、下大利より発足）
- 筒井一丁目〜五丁目（三丁目までは1982年、四・五丁目は2001年、筒井より発足）
- 御笠川一丁目〜六丁目（1982年、畑詰・山田・中・筒井・瓦田より発足）
- 山田一丁目〜五丁目（四丁目までは1983年、五丁目は2001年、山田より発足）
- 下大利一丁目〜五丁目（1984年、下大利より発足）
- 中央一丁目〜二丁目（1984年、上大利・下大利・白木原より発足）
- 東大利一丁目〜四丁目（1984年、下大利・白木原より発足）
- 上大利一丁目〜五丁目（三丁目までは1985年、四丁目は2000年、五丁目は2008年、上大利より発足）
- 紫台（1985年、牛頸・上大利より発足）
- 瓦田一丁目〜五丁目（三丁目までは1986年、四・五丁目は1999年、瓦田より発足）
- 白木原一丁目〜五丁目（1986年、白木原より発足）
- 旭ヶ丘一丁目〜二丁目（1988年、上大利より発足）
- 牛頸一丁目〜四丁目（三丁目までは1991年、四丁目は1996年、牛頸より発足）
- 乙金東一丁目〜四丁目（1991年、乙金より発足）
- 月の浦一丁目〜五丁目（四丁目までは1990年、五丁目は2010年、牛頸より発足）
- 中一丁目〜三丁目（1992年、中より発足）
- 畑ケ坂一丁目〜二丁目（1990年、牛頸より発足）
- 宮野台（1989年、牛頸より発足）
- 横峰一丁目〜二丁目（1996年、牛頸より発足）
- 若草一丁目〜四丁目（二丁目までは1989年、三丁目以降は1996年、牛頸より発足）
- 南大利一丁目〜二丁目（2006年、上大利より発足）
- 平田台一丁目・三丁目・四丁目・六丁目（2006年、上大利より発足。2011年、春日市に編入され消滅）

## 歴史

### 原始、古代
- 西日本最大の須恵器生産地

当市には北部九州全体に須恵器を供給した大規模窯跡群である牛頸須恵器窯がつくられ、この窯跡は、上大利から牛頸、春日市、太宰府市にまたがる西日本最大規模の須恵器窯跡群であった。6世紀中ごろから9世紀中ごろにかけて、約500基以上の須恵器の窯が営まれ、ここで生産された須恵器は、6・7世紀代は福岡平野、8世紀以降は大宰府を中心に北部九州一帯に広がった。須恵器以外には、7世紀前半ごろを中心に月ノ浦窯跡群、野添窯跡群などで瓦や陶棺などが生産された。
- 我が国最大の要塞都市

当市内各所で遺跡が発掘されている。663年（天智2年）に白村江の戦いで日本が大敗したのち、665年（天智4年）に天智天皇の命令により、2023年現在の当市域内にあたる大野山（2023年現在の四王寺山）に百済人・憶礼福留と四比福夫の設計による古代山城である大野城（おおののき）を築城し、大宰府防衛を図った。

### 近世
- 博多と太宰府の連絡都市

大野村は昔から「博多」との関わりが強く、1750年（寛永3年）には、当郡朝倉地域で作られた年貢米、麦などの諸物資を福岡に運ぶための運河「新川」が開かれた。このことにより、かつて強かった博多との結びつきに加え、「福岡」との連絡も強くなり、筑後の主要な運河となった。しかしおよそ10年間、船による運搬を行なっていたが水量が少なく、船底がつっかえて運搬効率が悪かったため、1762年（宝暦12年）に一部が埋め立てられた。
一方、筑前の日田街道は、博多から太宰府・二日市・甘木などの宿を経て日田へ至る街道で、別名代官道とも称されていた。2023年現在の当市内の経由地は、山田・雑餉隈・筒井・瓦田・白木原・東大利で、中でも雑餉隈は間の宿としてにぎわっていた。この通りを、古い記録には大宰府往還とも記され、大宰府天満宮参詣客や物流関係者などの行き交いが盛んであった。
雑餉隈と山田と下筒井の街道沿いに軒を並べて旅籠屋（旅館）が7軒あり、茶店、酒、味噌、醤油屋や食料品店、雑貨店などがあり、近郊近在の農家からも買物に来て大変賑わっていた。ところが、1889年（明治22年）に駅舎が出来るはずであった九州鉄道（2023年現在の鹿児島本線）の建設に反対したため、旅人は汽車に乗って通過してしまうようになり、1923年（大正12年）の九州鉄道（2023年現在の西鉄天神大牟田線）は雑餉隈の裏山の雑木林の中を通り、春日原駅前には野球場、大運動場が建設され駅前だけは賑やかになった。さらに1932年（昭和7年）には、日田街道の拡幅直線工事によって一級国道3号（2023年現在の福岡県道・大分県道112号福岡日田線）となり、自動車の交通量が増えて人や物資の通過地点になってしまい、宿場町としての往時の繁栄は影をひそめた。

### 近代
- 福岡県下一位の養蚕都市

大野村の収繭量は12,344貫（約46.29トン）で、養蚕が盛んだったことがわかる。繭玉数にして2,300万個以上取れていたことになる。古くから養蚕は行われていたが、筑紫郡で本格的に開始されたのは1882年（明治15年）ごろであった。この年、大野村に朝倉郡より専門家を招き、蚕の良好な成長を促す方法を習った。そして、1885年（明治18年）には朝倉郡から製糸教師を招き、座繰製糸を経営するまでに至る。明治20〜30年代には、大規模な養蚕経営が行なわれたが、蚕病の発生などの問題が起こり、生産量は減少した。このため、1904年（明治37年）に筑紫郡内に3ヵ所の共同稚蚕飼育所が開設された。
大正に入ると、一時期は福岡県の奨励もあり、特別に専用の蚕室を作る農家もあったが、 一般には普段使う部屋を片飼育部屋に当てた。1925年（大正14年）大野村村議会での福岡県蚕業試験場の誘致後、現曙町に試験場は完成し、福岡県下の養蚕指導の拠点となった。『筑紫郡の蚕業』によると、1914年（大正3年）に春蚕を手がけた農家は86戸あったのに対し、1923年（大正12年）の春蚕では235戸に伸び、その数は約3倍となる。1927年（昭和2年）の農家の総数が495戸であったことを考えると、多くの農家が養蚕に携わっていたことが分かる。
その後、1935年（昭和10年）試験場に付設していた福岡県繭検定所が独立し、蚕業試験場の隣に別の庁舎を建てている。このように明治から昭和の初期にかけて、少しずつ養蚕の技術や取り巻く環境は進歩していき、蚕業はその最盛期を迎えた。2023年現在では1929年（昭和4年）の福岡県蚕業試験場、1935年（昭和10年）の繭検定場があった場所には大野城市役所、博多織の名代店であった具島織物の紡績工場の場所にはイオン大野城ショッピングセンター、雑餉隈町の雑餉隈生繭市場はほとんどが住宅地となっている。

### 近現代
第二次世界大戦中は福岡市から当時の大野村に疎開する者がいた。大野町に町制後、福岡市に隣接し幹線道路や鉄道が通るなど好立地だったこともあり、昭和30年代から昭和40年代にかけて人口急増に拍車をかけ、ベッドタウン化が進んだ。その一方で、終戦後から1972年頃まで鹿児島本線の線路を跨いだ当市の一部と隣接する春日市に在日米軍基地が存在した。かつては雑餉隈（第二の中州）と呼ばれ、ヨシムラジャパンや日本ソフトバンク等の有名企業が創業された歓楽街であった。
米軍の撤退後は次第に活気が衰えていった。銀天町商店街という商店街があり、歓楽街であったが、営業地区が通学路などに重なっており、保護者からの苦情が多数あったことなどから、風俗営業法の改正を機とした警察の取り締まり強化により違法店舗が徹底的に摘発され閉店し、ほぼ壊滅状態となった。さらに御笠郡、那珂郡、席田郡が統合された時、雑餉隈地区には郡役所が配置され、福岡地域の中心地域となっていたが、隣の福岡市の急速な都市化に伴い、次第に福岡市への人口流出が加速した。
その後の昭和時代、九州大学の筑紫地区への全面移転が計画されていたが、当時、学生運動が盛んだったこともあり地元の反対により断念し、2023年現在の形となった。全面移転計画当時は春日原地区とも呼ばれていた。また、西鉄の高架工事は昭和時代には既に計画があったが、春日原地域の商店街による商店街の通過点化を危惧したため、結果として工事完了までに70年ほどを要した。
国鉄雑餉隈駅の建設や九州大学の全面移転、繁華街の規制、高架化工事の反対運動などの活動が活発であったために、近隣地域と比較して成長が停滞していたことが現代にも通ずる課題となっていた。

### 現代（平成、令和時代）
市制施行前は元々「大野町」という地名であったが、1972年（昭和47年）の市制施行にあたり福井県大野市が存在していたため「大野市」とすることができず、この城の名にちなんだ「大野城」という市名にした。2023年現在でも福岡市のベッドタウンとして、人口は年々増加傾向にある。
2017年（平成29年）には「シティブランド・ランキング - 住みよい街2017 -」において、同率1位に守谷市・武蔵野市と当市が選ばれた。2022年（令和4年）には、市制施行50周年を迎えた。

### 市町村の変遷
- 1889年4月1日 - 町村制の施行により、御笠郡筒井村、山田村、中村、乙金村、瓦田村、白木原村、仲島村、畑詰村、牛頸村、上大利村、下大利村及び那珂郡井相田村の区域の内、字雑餉隈の区域をもって、御笠郡大野村が発足する。
- 1896年4月1日 - 那珂郡、席田郡（むしろだぐん）及び御笠郡の区域をもって、筑紫郡が発足することになり、筑紫郡大野村となる[8]。雑餉隈に筑紫郡の郡役所が配置された。
- 1921年3月3日 - 水城跡が特別史跡に指定される。
- 1950年10月1日 - 町制施行し、筑紫郡大野町となる。
- 1952年3月31日 - 大野城跡が特別史跡に指定される。
- 1957年 - 福岡市及び大野町の区域の境界を変更して、大字雑餉隈の区域の一部を福岡市に編入する。
- 1972年4月1日 - 市制施行及び名称を変更して、大野城市となる。
- 2007年1月1日 - 大野城市及び春日市の区域の境界を変更する。
- 2011年3月1日 - 大野城市及び春日市の区域の境界を変更する。
- 2012年10月28日 - 市制施行40周年に伴いギネス世界記録挑戦などの記念事業が行われ、同年12月に認定された[9]。
- 2016年8月18日 - 人口10万人に達する[10]。
- 2017年4月6日 - 水城跡が続日本100名城に選定される。
- 2018年7月21日 - 大野城心のふるさと館オープン。
- 2020年2月6日 - 大野城市の文化財が日本遺産『古代日本の「西の都」〜東アジアとの交流拠点〜』として広域認定される。

隣接する春日市と同様、市町村制度発足以来一度も市町村合併を経験していない（ただし、境界変更は経験している）。

### 発祥
- むっちゃん万十 - 長崎県諫早市の夫婦が考案し、下大利駅前に第一店舗を置いた
- グッデイ - 1978年3月に1号店出店
- おにから - 福岡県立筑紫中央高等学校の高校生によって考案され、他校でも多く採択された
- ロイヤルホスト - 2023年現在の大野城駅前のベース通りで1号店出店
- 肉饅に酢醤油をかける文化 - 白木原駅前の太平閣という豚饅屋で付け始めたことが元となっている

## 行政

### 市長
- 井本宗司（5期、2005年9月12日就任）

| 代         | 氏名     | 就任日        | 退任日        | 備考                                     |
| 大野町長   | 大野町長 | 大野町長      | 大野町長      | 大野町長                                 |
| ---------- | -------- | ------------- | ------------- | ---------------------------------------- |
|            | 森山幸雄 | 1965年9月12日 | 1972年3月31日 |                                          |
| 大野城市長 |          |               |               |                                          |
| ―          | 森山幸雄 | 1965年9月12日 |               |                                          |
| 初-5       | 森山幸雄 |               | 1989年9月11日 | 1972年4月1日、市制施行に伴い市長となる。 |
| 6          | 古賀典   | 1989年9月12日 | 1993年9月11日 |                                          |
| 7-9        | 後藤幹生 | 1993年9月12日 | 2005年9月11日 |                                          |
| 10-14      | 井本宗司 | 2005年9月12日 | 現職          |                                          |

### 官公庁
- 福岡県筑紫総合庁舎
  - 那珂県土整備事務所
  - 筑紫県税事務所
  - 筑紫保健福祉環境事務所
  - 流域下水道事務所

警察
- 福岡県警察春日警察署（春日市）
  - 白木原交番
  - 大野交番
  - 南ケ丘交番

消防
- 春日大野城那珂川消防本部（春日市）
  - 南出張所
  - 東出張所

## 議会

### 市議会
- 定数：20人
- 任期：2023年5月1日 - 2027年4月30日
- 議長：関井利夫
- 副議長：河村康之

### 衆議院
- 選挙区：福岡5区（福岡市南区（弥永・弥永西・老司・鶴田の各投票区）、筑紫野市、春日市、大野城市、太宰府市、朝倉市、筑紫郡、朝倉郡）
- 投票日：2021年10月31日
- 当日有権者数：454,493人
- 投票率：54.52％

| 当落 | 候補者名 | 年齢 | 所属党派   | 新旧別 | 得票数    | 重複 |
| ---- | -------- | ---- | ---------- | ------ | --------- | ---- |
| 当   | 堤かなめ | 61   | 立憲民主党 | 新     | 125,315票 | ○    |
|      | 原田義昭 | 77   | 自由民主党 | 前     | 110,706票 |      |

## 産業

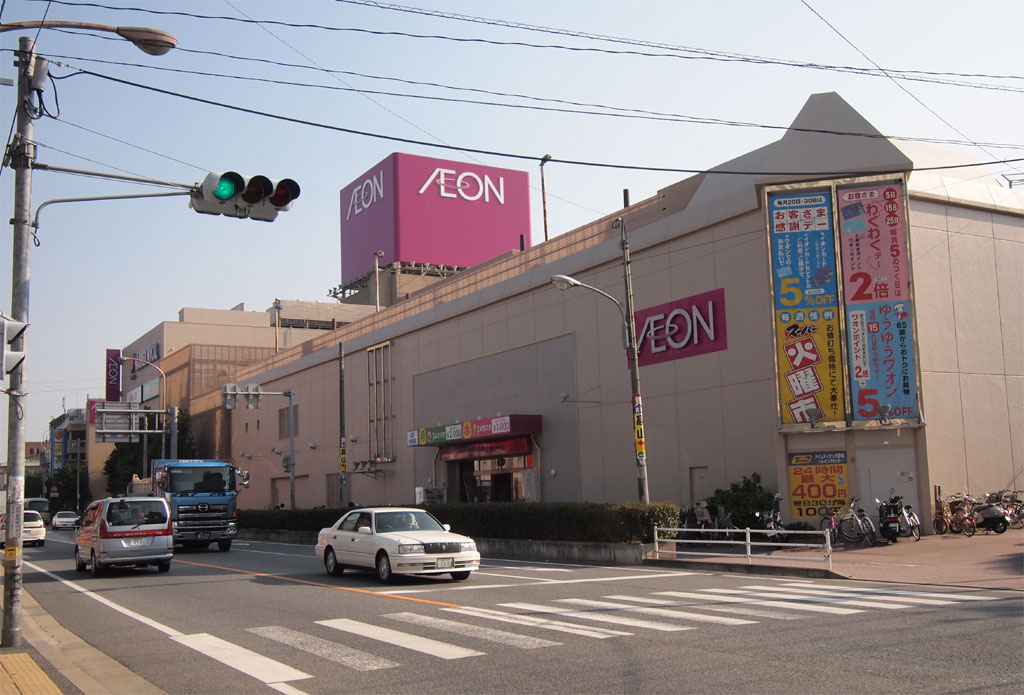
イオン大野城ショッピングセンター

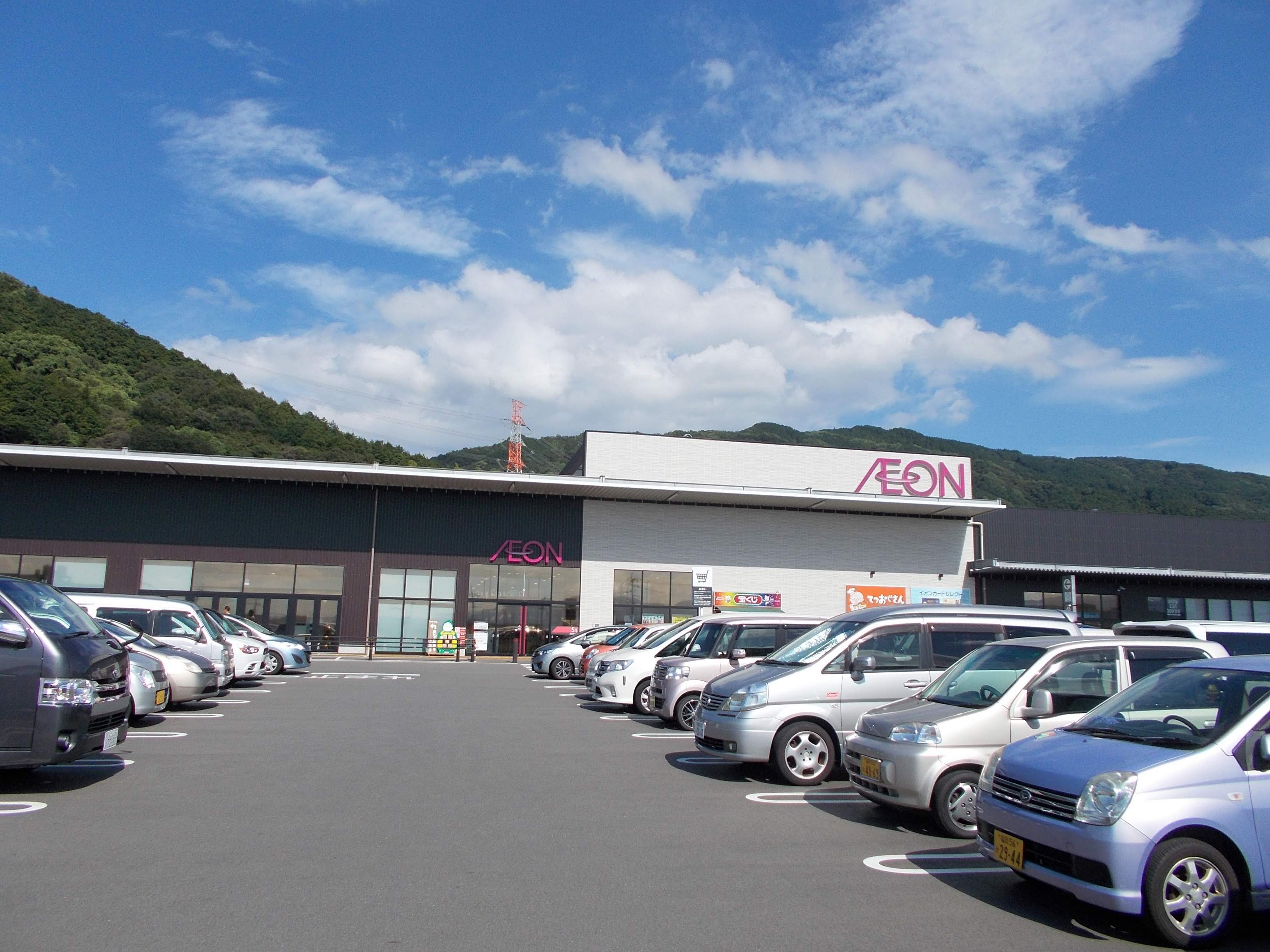
イオン乙金ショッピングセンター

### 経済
| 区分      | 総生産額 | 構成比 |
| --------- | -------- | ------ |
| 第1次産業 | 182      | 0.1    |
| 第2次産業 | 39,624   | 16.9   |
| 第3次産業 | 193,861  | 82.5   |
| その他    | 1,255    | 0.5    |
| 計        | 234,920  | 100.0  |

|            | 事業所数 | 従業者数 | 出荷・販売額           |
| ---------- | -------- | -------- | ---------------------- |
| 製造業     | 122      | 3,367    | 51,041（福岡県内27位） |
| 卸・小売業 | 779      | 7,063    | 297,454（福岡県内4位） |

当市に本社を置く主要企業
- 玉乃屋 - 福岡のソウルフード
- ドラッグイレブン - ドラッグストア
- 西鉄バス二日市 - バス
- 日本パーク　- 駐車場管理機械の製造販売
- マルキョウ - スーパーマーケット
- 悠香 - 化粧品会社
- リョーユーパン - パン、菓子類製造
- TRG - 霊柩車製造
- アトリエ365 - ワイシャツ、ネクタイ製造
- 三省製薬 - 化粧品、医薬品製造
- 博多三氣 - ラーメン
- はかた匠工芸 - 織物
- 悠悠ホーム - 住宅メーカー
- 南福岡自動車学校 - 自動車教習所
- プラッツ - ベッドの製造販売

その他の企業・団体
- I-PEX大野城工場
- イオン大野城ショッピングセンター
  - イオンシネマ大野城
- イオン乙金ショッピングセンター
- ラウンドワン大野城
- MrMax大野城店
- ハンズマン大野城店
- アシュラン
- クロワッサン
- よっちゃん食品工業福岡工場
- 石村萬盛堂大野城工場

## 姉妹都市・連携都市

### 日本国内

#### 連携都市
- 奥州市 (岩手県)
2017年 (平成29年) 3月23日 災害時相互応援協定締結
- 菊池市 (熊本県)
2018年 (平成30年) 8月16日 災害時相互応援協定締結
- 芦屋市 (兵庫県)
2019年 (平成31年) 6月21日 災害時相互応援協定締結

## 地域

### 人口
| |                                          |  |
| 大野城市と全国の年齢別人口分布（2005年） | 大野城市の年齢・男女別人口分布（2005年） |  |
| ■紫色 ― 大野城市 ■緑色 ― 日本全国 | ■青色 ― 男性 ■赤色 ― 女性                |  |
| 大野城市（に相当する地域）の人口の推移 \| 1970年（昭和45年） \| 33,818人 \| \| \| 1975年（昭和50年） \| 52,169人 \| \| \| 1980年（昭和55年） \| 64,109人 \| \| \| 1985年（昭和60年） \| 69,435人 \| \| \| 1990年（平成2年） \| 75,214人 \| \| \| 1995年（平成7年） \| 82,903人 \| \| \| 2000年（平成12年） \| 89,414人 \| \| \| 2005年（平成17年） \| 92,748人 \| \| \| 2010年（平成22年） \| 95,087人 \| \| \| 2015年（平成27年） \| 99,525人 \| \| \| 2020年（令和2年） \| 102,085人 \| \| |                                          |  |
| 総務省統計局 国勢調査より |                                          |  |
| 1970年（昭和45年） | 33,818人                                 |  |
| 1975年（昭和50年） | 52,169人                                 |  |
| 1980年（昭和55年） | 64,109人                                 |  |
| 1985年（昭和60年） | 69,435人                                 |  |
| 1990年（平成2年） | 75,214人                                 |  |
| 1995年（平成7年） | 82,903人                                 |  |
| 2000年（平成12年） | 89,414人                                 |  |
| 2005年（平成17年） | 92,748人                                 |  |
| 2010年（平成22年） | 95,087人                                 |  |
| 2015年（平成27年） | 99,525人                                 |  |
| 2020年（令和2年） | 102,085人                                |  |

福岡市のベッドタウンとして人口が増加を続け、2016年8月に10万人を超えた。

### 教育

#### 学校教育施設
専修学校
- 西鉄自動車整備専門学校

高等学校
- 福岡県立筑紫中央高等学校

中学校
- 大野城市立大野中学校
- 大野城市立大野東中学校
- 大野城市立大利中学校
- 大野城市立御陵中学校
- 大野城市立平野中学校

小学校

| - 大野城市立大城小学校 - 大野城市立大野小学校 - 大野城市立大野北小学校 - 大野城市立大野東小学校 | - 大野城市立大野南小学校 - 大野城市立大利小学校 - 大野城市立下大利小学校 - 大野城市立月の浦小学校 | - 大野城市立平野小学校 - 大野城市立御笠の森小学校 |

#### 学校教育以外の教育施設
自動車教習所
- 南福岡自動車学校
- 西鉄自動車学校
- 西鉄自動車教習所（西鉄グループ職員のみ）

### 医療

#### 主な病院
- おおりん病院（十全会） 西鉄白木原駅より徒歩約11分(689 m)
- 乙金病院（同仁会） JR宇美駅より徒歩33分(2.2 km)
- 誠愛リハビリテーション病院（三光会） JR水城駅より徒歩約27分(1.8 km)
- 筑紫南ヶ丘病院（芙蓉会） JR水城駅より徒歩約39分(2.6 km)
- つくし会病院 西鉄白木原駅より徒歩約35分(2.3 km)
- 秦病院（扶洋会） 西鉄春日原駅より徒歩約8分(481 m)
- 原病院（文佑会） 西鉄白木原駅より徒歩約8分(475 m)

### 郵便局
- 筑前大野郵便局
- 東大野郵便局
- 大野山田郵便局
- 大野城下大利郵便局
- 中簡易郵便局
- 大野城牛頸郵便局
- 大野城南ケ丘郵便局

## 交通

### 概要
国道3号や九州自動車道太宰府インターチェンジ、福岡都市高速道路、JRと西鉄が通り、福岡空港にも近く、福岡都市圏でも交通の便に恵まれた地域である。なお、大野城駅から博多駅までは快速で約10分、下大利駅から西鉄福岡（天神）駅までは急行で約15分ほどである。

### 空港
最寄りの空港は福岡空港である。

### 鉄道路線
- 九州旅客鉄道（JR九州）
  - 鹿児島本線：大野城駅 - 水城駅
- 西日本鉄道（西鉄）
  - 天神大牟田線：白木原駅 - 下大利駅

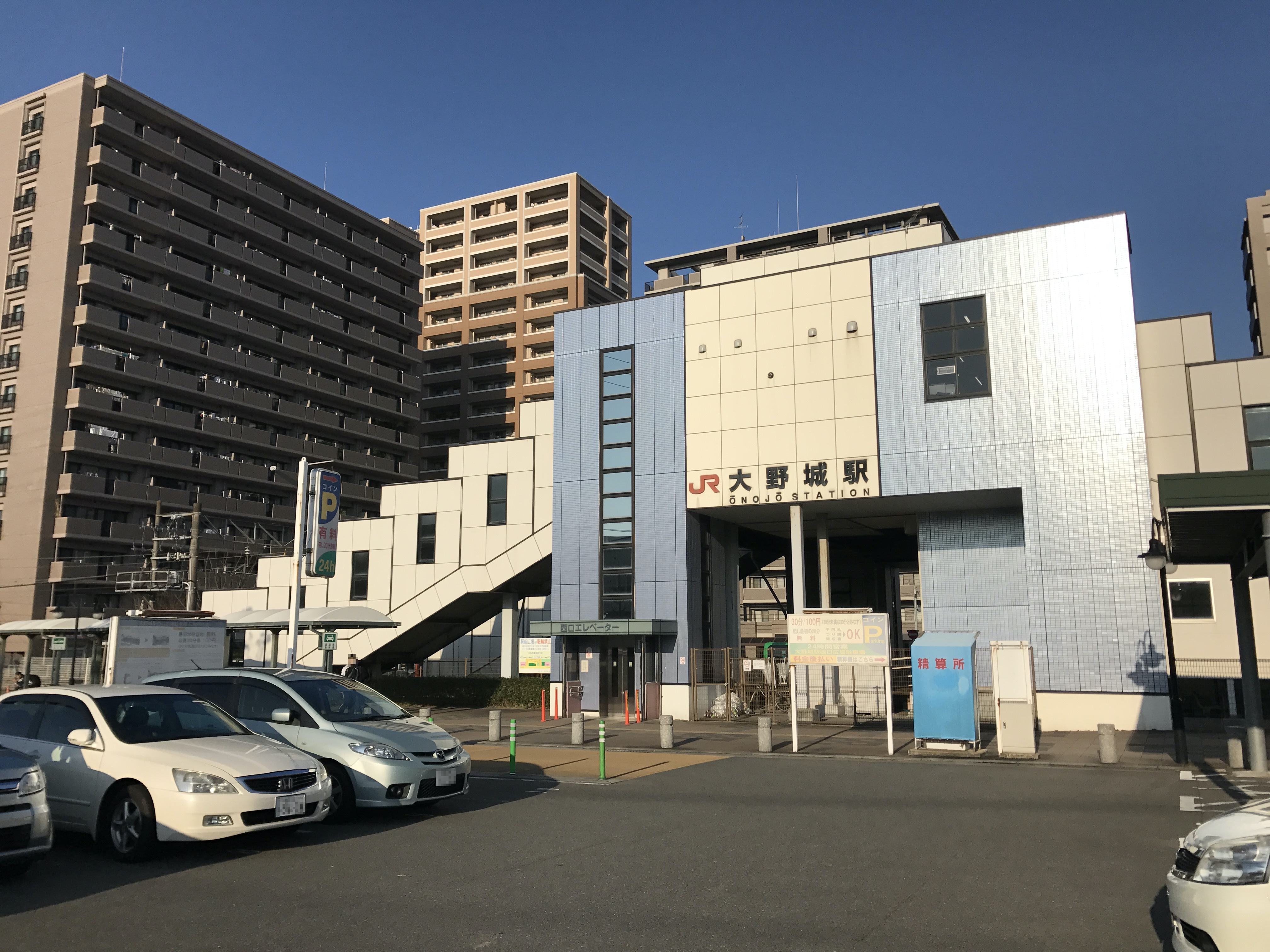
大野城駅

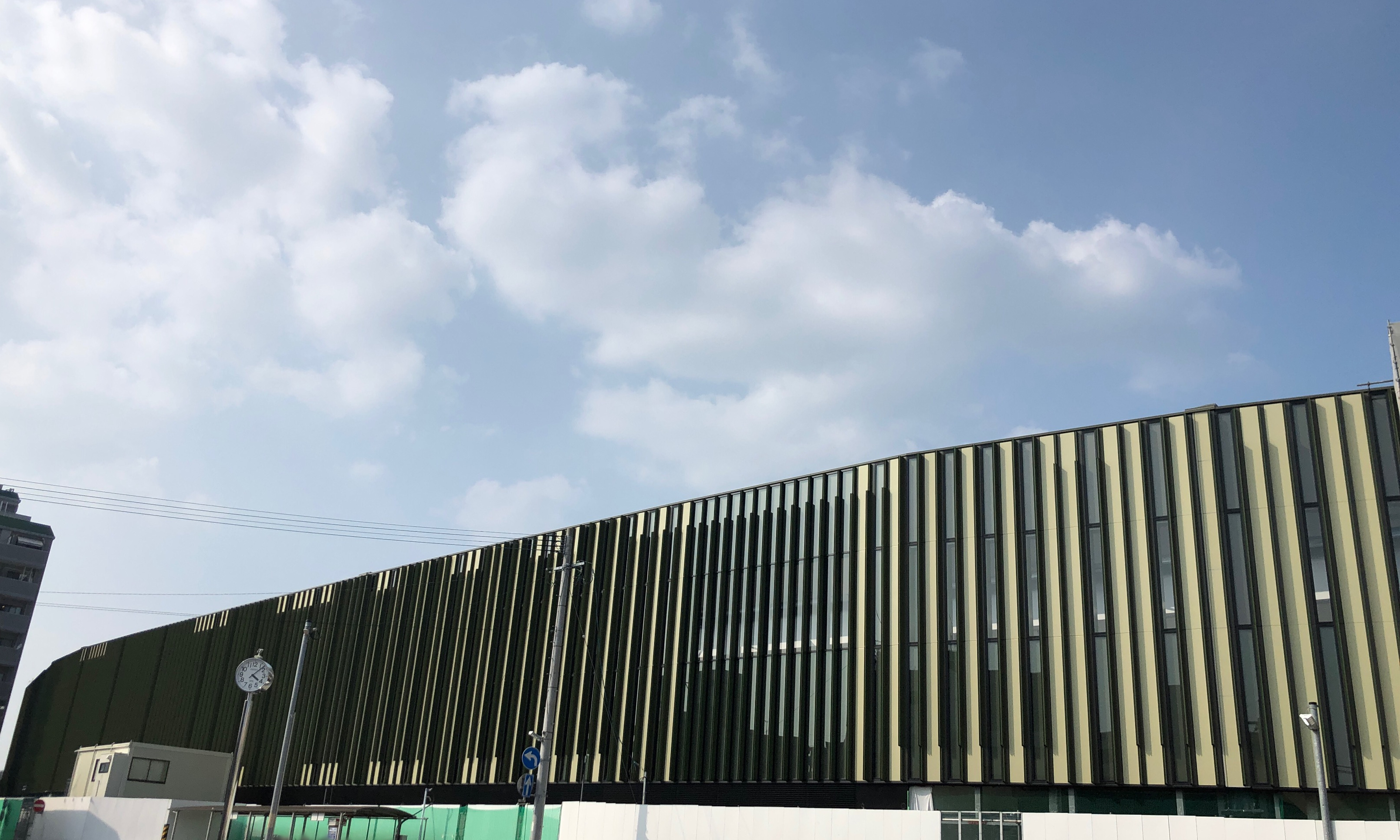
下大利駅

地域によっては市外（福岡市内及び春日市内）の駅が最寄りとなる場所もあり、大野城市役所は春日原駅が最寄りとなる。

### 路線バス
西鉄バス
西日本鉄道および西鉄バス二日市が運行する。市中心部のイオン大野城ショッピングセンターと福岡市の博多バスターミナルを結ぶ路線、大野城市域北部を経由して博多バスターミナルと福岡市南部の南福岡駅・竹下自動車営業所雑餉隈車庫を結ぶ路線、大野城市域北部を経由して宇美町と南福岡駅を結ぶ路線、イオン大野城ショッピングセンター・下大利駅・大野城駅と市域南西部の住宅地を結ぶ路線、市域南部の住宅地を経由して下大利駅と筑紫野市の西鉄二日市駅を結ぶ路線がある。
- 路線
  - 1［春日原〜月の浦営］- 月の浦営業所〜西鉄春日原
  - 6［春日原〜月の浦営］- 月の浦営業所〜西鉄春日原
  - 20［大野城駅〜平野］- 平野ハイツ〜大野城駅西口
  - 20［大野城駅〜月の浦営］- 月の浦営業所〜大野城駅西口
  - 21［イオン大野城〜月の浦営］- 月の浦営業所〜イオン大野城
  - 21［下大利駅〜平野］- 平野ハイツ〜下大利駅
  - 21［下大利駅〜月の浦営］- 月の浦営業所〜下大利駅
  - 22系統 - 西鉄二日市〜下大利駅
  - 23［下大利駅〜南山手団地］- 下大利駅〜南山手団地
  - 23［下大利駅〜月の浦営］- 月の浦営業所〜下大利駅
  - 42［平野〜大橋駅］- 平野ハイツ→西鉄大橋駅
  - 42［月の浦営〜南中〜大橋駅］- 月の浦営業所～春日南中学校前～西鉄大橋駅
  - 42［月の浦営〜南中〜福女〜大橋駅］- 月の浦営業所〜春日南中学校前～福岡女学院～西鉄大橋駅
  - 11［上宇美〜南福岡駅］- JR南福岡駅〜上宇美
  - 41［博多BT〜イオン大野城］- 博多BT1F〜イオン大野城
  - 41［博多BT〜桜並木駅］- 博多BT1F〜桜並木駅
  - 43［南福岡駅〜福岡空港］- 福岡空港前〜JR南福岡駅
  - 43［博多BT〜金隈］- 博多BT1F〜金隈
  - 400［甘木営〜博多駅］- 甘木営業所〜博多駅［新三井ビル前］
  - 420系統 - 桜並木駅〜天神ソラリアステージ前

大野城市コミュニティバス「まどか号」
西鉄バス二日市に運行委託。4路線あり、主に当市内の西鉄バスのない地域で運行する。
- 路線
  - 仲畑ルート - イオン大野城→西鉄自動車学校→イオン大野城
  - 乙金ルート - イオン大野城→乙金東一丁目第三→イオン大野城
  - 東部ルート - イオン大野城→イオン乙金北側（まどか）→イオン大野城
  - 大城ルート - JR大野城駅→西鉄白木原駅→JR大野城駅
  - 大城ルート（平日朝3便のみ運行） - JR大野城駅→まどかぴあ→西鉄白木原駅→JR大野城駅

かつては大野城市内の中停留所に停車する高速バスが多数あったが、1999年に福岡都市高速道路が開通した際に同道経由に変更されたためすべて停車取りやめとなり、現在は大野城市内に発着する高速バスは運行されていない。

### タクシー
- 板付交通株式会社
- おおりタクシー
- 第一交通株式会社
- 福博タクシー

福岡交通圏（福岡市、春日市、当市、筑紫野市、太宰府市、古賀市、糸島市、糟屋郡、那珂川市）が運営区間である。

### 道路
高速道路
- 九州自動車道
  - 太宰府インターチェンジ
- 福岡高速2号太宰府線
  - 大野城出入口 - 水城出入口 - 太宰府インターチェンジ

一般国道
- 国道3号（福岡南バイパス）

主要地方道
- 福岡県道31号福岡筑紫野線
- 福岡県道49号大野城二丈線
- 福岡県道56号福岡早良大野城線
- 福岡県道60号飯塚大野城線

一般県道
- 福岡県道・大分県道112号福岡日田線
- 福岡県道505号板付牛頸筑紫野線
- 福岡県道574号水城下臼井線
- 福岡県道580号那珂川大野城線

## 名所・旧跡

### 史跡
- 国指定特別史跡 
  - 大野城跡（昭和28年3月31日）

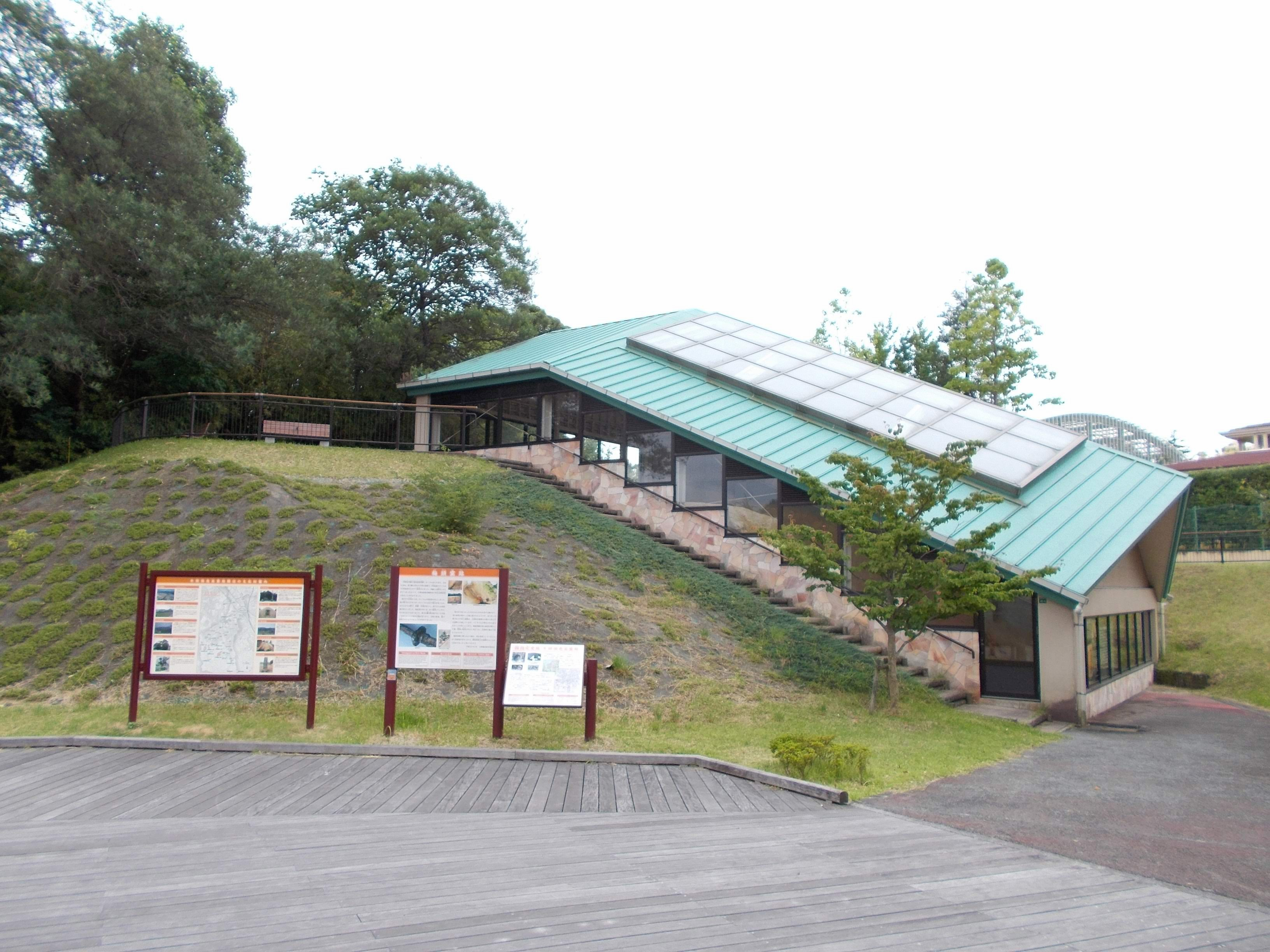
牛頸窯跡群

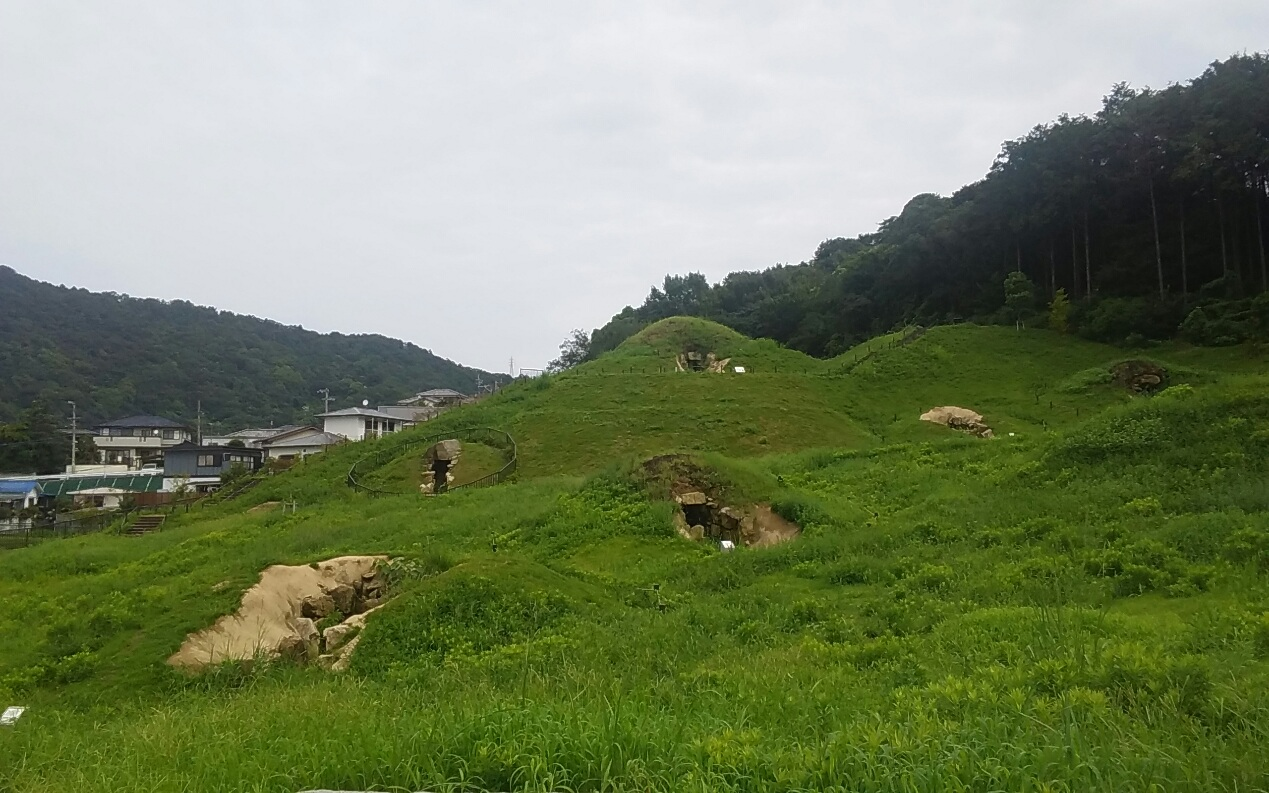
善一田古墳群

    - “天空の城”と称される越前大野城は福井県大野市、尾張大野城は愛知県常滑市、市川市立第五中学校の敷地となっている下総大野城は千葉県市川市にある。

  - 水城跡 (昭和28年3月31日)

- 国指定史跡 
  - 牛頸窯跡群（平成21年2月12日） - 兵庫県以西の西日本で最大の窯跡群。日本三大古窯の一つに充てられている。

- 福岡県指定史跡
  - 木造聖観音立像（昭和45年5月2日）
  - 筒井の井戸（昭和47年4月15日） - 貝原益軒編纂の『筑前国続風土記』にも記された、市域北部の筒井二丁目にある古井戸の遺構。
  - 善一田古墳群（令和3年3月26日）

### 文化財
- 福岡県指定文化財
  - 竹田家所蔵文書（昭和35年4月12日）
  - 木造聖観音立像（昭和45年5月2日）
  - 筒井の井戸（昭和47年4月15日）
  - 牛頸須恵器窯跡出土ヘラ書き須恵器（平成26年3月14日）

- 当市指定文化財
  - 道標石（平成6年3月18日）
  - 郡境界標（平成6年3月18日）
  - センダンの木（平成6年3月18日）
  - 御笠の森（平成7年5月22日）
  - 薬師の杜（平成7年5月22日）
  - 溜井之碑（平成27年3月25日）

### 自然
- 大野城いこいの森 - 牛頸ダムの周囲にある公園施設やキャンプ場などの総称。界隈には真言宗善通寺派の寺院たる、牛頸山法照寺などもある。映画「牛首村」の舞台と誤解されるが、本映画の舞台は富山県魚津市の坪野鉱泉であり、何ら関係は無い。
- 四王寺県民の森
- 御笠川
- 仲畑中央公園
- 水辺公園
- ふるさと水城跡公園
- 大文字公園 - 毎年「大文字祭り」という祭りが開催され、たくさんの店が出店し、子どもから大人までたくさんの人が参加する。

### 施設
- まどかぴあ（図書館・ホールなどがあり、イベントも開催される）
- 大野城心のふるさと館 - 被災地から特産品を仕入れ、販売利益を義援金として被災地へ送る、二重の支援を行っている。
- すこやか交流プラザ
- まどかパーク（体育館・グラウンドなど）
- いこいの森中央公園
- いこいの森キャンプ場
- 青少年の居場所　ユープレ
- 三浦鏝絵美術館
- グランドエンパイアホテル
- アシュラン美術館
- アシュランバードハウス
- 博多人形工房

### 神社
- 平野神社 - 京都平野神社の末社とされている、今木神（いまきのかみ）などを祀る神社。牛頸ダムよりわずかに北の大字牛頸地内に所在。大野城市の中でも人気のある神社で、祭りが行われることがある。
- 黒男神社
- 御陵宝満神社（中一丁目）
- 釜蓋地禄神社
- 瓦田地禄神社
- 白木原地禄神社
- 上大利老松神社
- 下大利老松神社
- 宮地嶽神社
- 中宝満神社
- 御陵寳満神社
- 畑詰地禄神社
- 仲島地禄神社
- 恵比寿神社
- 筒井宝満神社

### その他名所
- 牛頸不動城跡（牛頸）
- 牛頸用水路（白木原、上大利、下大利）
- 大野村消防組第二部格納庫（瓦田三丁目）
- 郡境界標（錦町一丁目）
- 唐山城跡

## 四季の名所

### 春
- 桜
  - さくらの森
  - さくらの園

### 夏
- ホタル
  - 牛頸川（大字牛頸）
- あじさい
  - 牛頸ダム周辺（大字牛頸）
- 水遊び
  - 水辺公園（牛頸ダム周辺）
  - いこいの森中央公園（大字牛頸）
  - 北市民プール（御笠川一丁目）

### 秋
- コスモス
  - 水城跡近辺
  - 下大利小学校前（御笠川）
  - 御笠の森小学校前（御笠川）
- 紅葉
  - 四王寺県民の森（乙金）
  - 牛頸ダム周辺（大字牛頸）
  - もみじの森（平野台）
- 彼岸花
  - 水城跡付近（水城駅前:ふるさと水城跡公園）
  - 牛頸川（大字牛頸）

### 冬
- 毘沙門天
  - 四王寺山（大城山）山頂付近
- どんと焼き
  - 各地区・1月15日ごろ

## 公共施設
- 旭ヶ丘テニスコート
- 赤坂テニスコート
- 南コミュニティセンター
- 中央コミュニティセンター
- 北コミュニティセンター（夏季のみ市民プール開放　通称は「北市民プール」）
- 東コミュニティセンター

施設の空き状況は「公共予約システム」にて確認できる。
また、各コミュニティーセンターでは小学生が「アンビシャス広場」を利用できる。

## 祭事・名物

### 祭事
- どんと焼き（1月）
- 大野城いこいの森ロードレース（4月中旬）
- クリーンシティおおのじょう（5月） - 市民が一斉となって大野城市を掃除する。
- 牛頸川のホタル見物（6月）
- まどかリンピック（9月第2日曜日）
- おおの山城大文字まつり（9月21日 - 9月22日）
- MADOKAれくスポ祭（10月）
- 翔んでふれあって大運動会（10月）
- 大野城いこいの森まつり（10月）
- まどかフェスティバル（11月2日 - 3日）
- ふくしフェスティバル（11月）

### 名物
- 鶏ぼっかけ
- むっちゃん万十
- マンハッタン
- 大野城ハッピーリング
- 貨布せんべい

## 出身人物
★は故人
政官界
- 稲富修二（政治家、衆議院議員）
- 外山恒一（政治活動家、出生は鹿児島県）

経済界
- 石井久（実業家、立花証券の父）★
- 斉田敏男（株式会社マルキョウ創業者）
- 牧平直（実業家、きょくとう代表取締役社長）

芸能
- ASKA（元CHAGE and ASKA、シンガーソングライター）
- 池田成志（俳優）
- 真璃子（歌手）
- 下川文子（フリーアナウンサー・俳優）
- 宮田聡子（モデル）
- 藤岡あや（ミュージカル俳優）
- 馬場美根子（ミュージカル俳優）
- 田上唯（俳優）
- 朝長美桜（歌手・アイドル・元HKT48）
- 福地高子（フリーアナウンサー）
- 千珠晄（宝塚歌劇団66期生）
- 麻華りんか（宝塚歌劇団88期生）
- 妃宮さくら（宝塚歌劇団89期生）
- 高田課長（お笑いタレント）
- 奥田健介（ノーナ・リーヴス、ミュージシャン）

スポーツ
- 本多雄一（福岡ソフトバンクホークス内野守備走塁コーチ）
- 大雷童太郎（大相撲力士）
- 大野城俊文（力士）
- 合谷和弘（ラグビー・クボタスピアーズ・2020年東京オリンピック男子ラグビー日本代表選手）
- 児玉碧衣（女子競輪選手）
- 田浦文丸（プロ野球・福岡ソフトバンクホークス）
- 春口沙緒里（北京オリンピック競泳日本代表）
- 衛藤裕（Jリーグ選手）
- 柴田隆一（競泳選手）
- 権丈太郎（ラグビー選手）
- 勝木隼人（2020年東京オリンピック陸上競技男子50 km競歩日本代表）
- 古瀬健樹（ラグビーレフリー）
- 山川晃司（プロ野球・富山GRNサンダーバーズ）
- 伴義太郎（プロ野球・阪神タイガース）
- 山下弦資（ラグビーユニオン）
- 栄絵里香（バレーボール選手・久光スプリングス）
- 原田桂（ゴルフ選手）
- 宮田大地（フィギュアスケート選手）
- 渡邊直子（登山家）
- 古川雄大（ゴルフ選手）

### ゆかりのある人物
★は故人
- 末永仁（昭和2年新品種台中65号の育種に成功、蓬莱米の母）★
- 朝倉美沙（歌手、埼玉県熊谷市生まれ、15歳より当市で過ごす）★
- 杉内俊哉（元プロ野球投手、春日市生まれ、当市出身）
- 小林よしのり（漫画家、出生は当市。出身は福岡市）

## 大野城市を舞台とした作品
漫画・アニメ
- スケッチブック ～full color's～
- バガタウェイ

ゲーム
- 御城プロジェクト
- 城姫クエスト
- その恋、保留につき、

小説
- ワカレ花

映画
- ルパンの娘（当市雑餉隈町のロイヤルチェスターが撮影場所となった）

和歌
- 大野城（大城山）

```
今もかも 大城の山に ほととぎす 鳴きとよむらむ　われ無けれども（大伴坂上郎女）
```

```
大野山 霧立ち渡る わが嘆く 息嘯の風に 霧立ちわたる（山上憶良）
```

```
いちしろく しぐれの雨は 降らなくに 大城山は 色づきにけり（不詳）
```

```
梅の花 散らくはいづく しかすがに この城の山に 雪は降りつつ（大伴百代）
```

- 水城

```
凡ならば かもかもせむを 恐みと 振りいたき袖を 忍びてあるかも（娘子児島）
```

```
ますらをと 思へるわれや 水茎の 水城のうえに なみだ拭はむ（大伴旅人）
```

- 御笠の森

```
念はぬを 思ふといはば 大野なる 御笠の森の 神し知らさむ（大伴百代）
```

## 百選
- 日本名城百選 大野城と水城、大宰府政庁（国の特別史跡）
- 美しい日本の歴史的風土100選 太宰府政庁、大野城、水城、基城、太宰府天満宮
- 日本100名城 大野城
- 続日本100名城 水城
- ふるさといきものの里百選 牛頸ホタルの里